# Diego Polenta
Diego Fabián Polenta Musetti (Montevideo, Uruguay; 6 de febrero de 1992) es un ex-futbolista uruguayo. Jugaba como marcador central y su primer equipo fue Genoa de Italia. Su último club antes de retirarse fue Nacional.
Vistió la camiseta tricolor en 8 temporadas obteniendo 2 campeonatos uruguayos.

## Trayectoria
Luego de realizar las divisiones formativas en el Danubio Fútbol Club de Montevideo, fue fichado sin debutar en primera división por el Génova italiano. Allí jugó hasta el año 2011. En agosto de 2011, se rumoreó un posible traspaso al Fútbol Club Barcelona "B" a partir de un comentario del propio jugador en su cuenta de Twitter, sin embargo finalmente fue traspasado al Bari, donde logró una mayor continuidad y quedó con el pase en su poder.
En el año 2014 fue traspasado a Nacional, retornando así a su país natal. Ahí fue una plaza fija en el equipo titular, usando la casaca número 23, y llegó a tener la cinta de capitán. A principios de 2019 lo contrató Los Angeles Galaxy de la MLS estadounidense, donde por entonces se desempeñaba el delantero Zlatan Ibrahimović. En ese club, disputó más de 25 partidos teniendo un buen rendimiento. El 1 de enero de 2020 se hizo oficial su incorporación a Club Olimpia de Paraguay.
En el año 2022, tuvo participación en el Club Atlético Unión.
El 4 de abril de 2025 anunció su retiro como futbolista profesional.

## Selección nacional
Ha sido internacional con las distintas selecciones juveniles de Uruguay. Disputó tres sudamericanos y un mundial juvenil con la selección uruguaya.
A pesar de no haber debutado aún con la selección de fútbol de Uruguay, fue reservado para los amistosos que se jugó con Estonia e Irlanda en marzo de 2011.
El 9 de julio de 2012 fue incluido por Óscar Washington Tabárez en la lista de jugadores que participaron en los Juegos Olímpicos de Londres 2012.

### Participaciones en Sudamericanos
| Sudamericano                | Sede   | Resultado     |
| --------------------------- | ------ | ------------- |
| Sudamericano Sub-15 de 2007 | Brasil | Subcampeón    |
| Sudamericano Sub-17 de 2009 | Chile  | Tercer puesto |
| Sudamericano Sub-20 de 2011 | Perú   | Subcampeón    |

### Participaciones en Copas del Mundo
| Copa Mundial                | Sede     | Resultado        |
| --------------------------- | -------- | ---------------- |
| Copa Mundial Sub-17 de 2009 | Nigeria  | Cuartos de final |
| Copa Mundial Sub-20 de 2011 | Colombia | Primera fase     |

### Participaciones en Juegos Olímpicos
| Juegos Olímpicos         | Sede        | Resultado    |
| ------------------------ | ----------- | ------------ |
| Juegos Olímpicos de 2012 | Reino Unido | Primera fase |

## Estadísticas
- Actualizado al 30 de marzo de 2025

### Clubes
| Club                              | Div.                | Temporada           | Liga | Liga | Copa Nacional | Copa Nacional | Copa Internacional | Copa Internacional | Total | Total |
| Club                              | Div.                | Temporada           | PJ   | G    | PJ            | G             | PJ                 | G                  | PJ    | G     |
| --------------------------------- | ------------------- | ------------------- | ---- | ---- | ------------- | ------------- | ------------------ | ------------------ | ----- | ----- |
| Genoa · Italia                    |                     |                     |      |      |               |               |                    |                    |       |       |
| 1.ª                               | 2009/10             | 0                   | 0    | -    | -             | -             | -                  | 0                  | 0     |       |
| 1.ª                               | 2010/11             | 1                   | 0    | -    | -             | -             | -                  | 1                  | 0     |       |
| Total                             | Total               | 1                   | 0    | -    | -             | -             | -                  | 1                  | 0     |       |
| Bari · Italia                     |                     |                     |      |      |               |               |                    |                    |       |       |
| 2.ª                               | 2011/12             | 17                  | 0    | -    | -             | -             | -                  | 17                 | 0     |       |
| 2.ª                               | 2012/13             | 36                  | 1    | -    | -             | -             | -                  | 36                 | 1     |       |
| 2.ª                               | 2013/14             | 33                  | 4    | -    | -             | -             | -                  | 33                 | 4     |       |
| Total                             | Total               | 86                  | 5    | -    | -             | -             | -                  | 86                 | 5     |       |
| Nacional · Uruguay                |                     |                     |      |      |               |               |                    |                    |       |       |
| 1.ª                               | 2014/15             | 25                  | 0    | -    | -             | 1             | 0                  | 26                 | 0     |       |
| 1.ª                               | 2015/16             | 27                  | 2    | -    | -             | 11            | 0                  | 38                 | 2     |       |
| 1.ª                               | 2016                | 11                  | 0    | -    | -             | -             | -                  | 11                 | 0     |       |
| 1.ª                               | 2017                | 32                  | 5    | -    | -             | 7             | 0                  | 39                 | 5     |       |
| 1.ª                               | 2018                | 14                  | 0    | 1    | 0             | 6             | 0                  | 21                 | 0     |       |
| 1.ª                               | 2021                | 14                  | 0    | -    | -             | -             | -                  | 14                 | 0     |       |
| 1.ª                               | 2023                | 27                  | 1    | 2    | 0             | 6             | 0                  | 35                 | 1     |       |
| 1.ª                               | 2024                | 29                  | 1    | 3    | 0             | 9             | 0                  | 41                 | 1     |       |
| 1.ª                               | 2025                | 1                   | 0    | 1    | 0             | 0             | 0                  | 2                  | 0     |       |
| Total                             | Total               | 180                 | 9    | 7    | 0             | 40            | 0                  | 227                | 9     |       |
| Los Angeles Galaxy Estados Unidos |                     |                     |      |      |               |               |                    |                    |       |       |
| 1.ª                               | 2019                | 30                  | 1    | 2    | 0             | -             | -                  | 32                 | 1     |       |
| Total                             | Total               | 30                  | 1    | 2    | 0             | -             | -                  | 32                 | 1     |       |
| Olimpia Paraguay                  |                     |                     |      |      |               |               |                    |                    |       |       |
| 1.ª                               | 20                  | 20                  | 1    | -    | -             | 1             | 0                  | 21                 | 1     |       |
| 1.ª                               | 2021                | 2                   | 0    | -    | -             | 2             | 0                  | 4                  | 0     |       |
| Total                             | Total               | 22                  | 1    | -    | -             | 3             | 0                  | 25                 | 1     |       |
| Unión Argentina                   |                     |                     |      |      |               |               |                    |                    |       |       |
| 1.ª                               | 2022                | 20                  | 1    | 12   | 1             | 6             | 0                  | 38                 | 2     |       |
| Total                             | Total               | 20                  | 1    | 12   | 1             | 6             | 0                  | 38                 | 2     |       |
| Total en su carrera               | Total en su carrera | Total en su carrera | 339  | 17   | 21            | 1             | 49                 | 0                  | 409   | 18    |

### Selección
| Selección | Año                 | Amistosos | Amistosos | Sudamérica(1) | Sudamérica(1) | Mundial(2) | Mundial(2) | Total | Total |
| Selección | Año                 | PJ        | G         | PJ            | G             | PJ         | G          | PJ    | G     |
| --- | ------------------- | --------- | --------- | ------------- | ------------- | ---------- | ---------- | ----- | ----- |
| Sub-17 · Uruguay |                     |           |           |               |               |            |            |       |       |
| 2009 | -                   | -         | 7         | 0             | 5             | 0          | 12         | 0     |       |
| Total | -                   | -         | 7         | 0             | 5             | 0          | 12         | 0     |       |
| Sub-20 · Uruguay |                     |           |           |               |               |            |            |       |       |
| 2011 | -                   | -         | 9         | 2             | 3             | 0          | 12         | 2     |       |
| Total | -                   | -         | 9         | 2             | 3             | 0          | 12         | 2     |       |
| Sub-23 · Uruguay |                     |           |           |               |               |            |            |       |       |
| 2012 | -                   | -         | -         | -             | 0             | 0          | 0          | 0     |       |
| Total | -                   | -         | -         | -             | 0             | 0          | 0          | 0     |       |
| Absoluta · Uruguay |                     |           |           |               |               |            |            |       |       |
| 2016 | -                   | -         | 0         | 0             | -             | -          | 0          | 0     |       |
| Total | -                   | -         | 0         | 0             | -             | -          | 0          | 0     |       |
| Total en su carrera | Total en su carrera | -         | -         | 16            | 2             | 8          | 0          | 24    | 2     |
| (1) Incluye Sudamericano Sub-17, Sudamericano Sub-20 y Eliminatorias. (2) Incluye Copa Mundial Sub-17, Copa Mundial Sub-20 y Juegos Olímpicos. |                     |           |           |               |               |            |            |       |       |

## Palmarés

### Campeonatos nacionales
| Título              | Club     | País     | Año  |
| ------------------- | -------- | -------- | ---- |
| Campeonato Uruguayo | Nacional | Uruguay  | 2015 |
| Campeonato Uruguayo | Nacional | Uruguay  | 2016 |
| Torneo Intermedio   | Nacional | Uruguay  | 2017 |
| Torneo Apertura     | Nacional | Uruguay  | 2018 |
| Torneo Intermedio   | Nacional | Uruguay  | 2018 |
| Torneo Clausura     | Olimpia  | Paraguay | 2020 |
| Torneo Intermedio   | Nacional | Uruguay  | 2024 |
| Supercopa Uruguaya  | Nacional | Uruguay  | 2025 |

### Distinciones individuales
| Distinción                                              | Año  |
| ------------------------------------------------------- | ---- |
| Mejor defensa del Campeonato Uruguayo por El Observador | 2015 |